# 奈良真實性文件
《奈良真實性文件》(The Nara Document on Authenticity)，簡稱《奈良文件》，是為修正1964年《國際文化紀念物與歷史場所維護與修復憲章》（簡稱威尼斯憲章）對文化遺產的價值與真實性之定義，以便達成更廣泛、客觀地評估。該文件由來自28國的45名代表，在1994年11月於奈良舉行的「奈良會議」上起草。
奈良會議由ICOMOS於第16屆世界遺產委員會聚會上提出，由日本政府與UNESCO，ICCROM和ICOMOS共同籌辦。
最早各參與國的初衷，無非希望擴大真實性的涵蓋範圍，尤其就日本來說，對神社、城池等木建文化遺產進行工程修復的行為合法化乃是當務之急。出乎意料的是，各國透過該會議達成的共識，除「真實性是定義，評估和監測文化遺產的基本要素」外，更體認到「真實性」一詞的概念和應用實際上因文化而異。因此，在評估特定文化遺產的真實性時，應考量其潛在的文化時空背景。《奈良文件》不僅為真實性分析提供了更廣泛的技術框架；同時也澄清許多對真實性長期存在的迷思，對往後文化遺產保護的決策起了突破性的幫助。

## 大要
《奈良文件》內容簡明扼要，由〈前言〉、〈文化多樣性與遺產多樣性〉、〈價值與真實性〉、〈附錄〉四個主要部分組成：

### 前言
重申《奈良文件》是以1964年《威尼斯憲章》為基礎所做的擴充與修正，以應對迅速增長的文化遺產議題。其中指出「對文化資產真實性的維護，是為釐清、闡明人類的集體記憶」。

### 文化多樣性與遺產多樣性
文化和遺產多樣性有助於全人類的發展，應進一步推進。由於各文化具有不同的信仰體係，及表達和傳播它們的多種有形或無形方式，因此必須相互尊重，特別是當一種或多種價值觀念發生衝突時。此處還強調教科文組織的一項主要原則，即文化資產的普遍性和價值。

### 價值與真實性
文化遺產的價值，在於其體現的「構建形式和歷史背景」，因此任何修復都必須以不改變其價值為前提。為了使這些價值易於理解，文化遺產本身必須是真實的。除促進普羅大眾對遺產價值的認識，確保文化遺產的真實性，對於學術研究、保存計劃、及世界遺產名錄登記程序都具有重要作用。
由於構成價值和真實的概念因文化而異，因此必須根據文化遺產所屬的文化標準來進行判斷評估。在判斷文化遺產的真實性時，應參考廣泛的信息來源，如設計，材料和功能。

### 附錄
該檔案的兩個附錄記錄了有關後續行動的建議，像是如何促進更多國際合作和對話、提高公眾對該主題的認識等等。

## 對威尼斯憲章的修正
《威尼斯憲章》首次使用「真實性」一詞，認為文化遺產只能復原而不能重建。 在《世界遺產公約》的〈操作指南〉的早期版本中，也指出文化遺產必須滿足對設計、材料、工藝和設置的真實性的檢驗。
《奈良文件》擴充了真實性的定義範圍，提出「漸進式真實性」的概念，即肯定文化遺產在長時間的人為影響下所獲得的歷史層次。如同David Lowenthal所說：「真實性從來不是一種絕對，而是相對的概念。」